# بهومه بهیت
بهومه بهیت (به انگلیسی: Bhooma batth) یک روستا در پاکستان است که در پنجاب واقع شده‌است.